# Consiglio privato del Regno Unito
L'Onorevolissimo Consiglio privato di Sua Maestà (in inglese: His/Her Majesty's Most Honourable Privy Council), talvolta indicato semplicemente come Consiglio privato (Privy Council) o abbreviato in PC è un organo di consiglieri del sovrano britannico, che consiglia formalmente il sovrano nell'esercizio delle prerogative reali ed emette (con la definizione di King-in-Council, Re-in-Consiglio) provvedimenti esecutivi noti come Orders in Council (Ordini in Consiglio). Generalmente, questi provvedimenti sono utilizzati per la promulgazione delle leggi del Parlamento, per la nomina di funzionari designati del governo, e per regolare alcune istituzioni pubbliche.

## Composizione
Il Consiglio privato è composto per lo più da politici, membri in carica o passati della Camera dei comuni o della Camera dei lord del Regno Unito.
Il principale esponente è il Lord presidente del Consiglio, che è di diritto membro del Governo. Generalmente, questo ruolo è affidato al Leader della Camera dei comuni o della Camera dei lord.

## Storia
Il Consiglio privato del Regno Unito fu preceduto dal Consiglio privato di Scozia e dal Consiglio privato d'Inghilterra. Gli eventi chiave che hanno portato al Consiglio privato attuale sono sotto riportati.
Nell'Inghilterra anglosassone, Witenagemot fu il primo equivalente del Consiglio privato d'Inghilterra. Durante il regno dei monarchi normanni, la corona inglese era consigliata da una corte regia o curia regis, che consisteva di magnati, ecclesiastici e alti ufficiali della Corona. Questa istituzione in origine trattava con il sovrano di argomenti come la legislazione, l'amministrazione e la giustizia. In seguito, dalla corte si evolvettero diversi corpi che assunsero funzioni distinte: i tribunali assunsero il potere di dispensare la giustizia, mentre il Parlamento divenne il supremo legislatore del regno. Ciononostante, il Consiglio mantenne il potere di tenere udienza per le dispute legali, sia in prima istanza che in appello. Inoltre, le leggi promulgate dal sovrano su avviso del Consiglio privato, piuttosto che su consiglio del Parlamento, venivano accettate come valide. I sovrani più potenti utilizzarono spesso il Consiglio per vanificare gli atti dei tribunali e del Parlamento: ad esempio, ad un comitato del Consiglio, che in seguito divenne la Star Chamber, fu permesso durante il XV secolo di infliggere qualunque pena eccetto la morte, senza essere soggetto ad alcuna procedura legale. Durante il regno di Enrico VIII al sovrano, su avviso del Consiglio, fu permesso di promulgare leggi tramite la sola proclamazione. La preminenza legislativa del Parlamento non fu restaurata fino a dopo la morte di Enrico VIII. Anche se il Consiglio reale mantenne le responsabilità legislative e giudiziarie, divenne una istituzione principalmente amministrativa. Il Consiglio consisteva di quaranta membri nel 1553, ma il sovrano faceva solitamente affidamento ad un comitato più ristretto, che poi evolvette nel moderno Gabinetto.
Con la fine della guerra civile inglese la monarchia, la Camera dei lord e il Consiglio privato vennero aboliti. La restante camera parlamentare, la Camera dei comuni, istituì un Consiglio di Stato per dare corso alle leggi e per amministrare direttamente la politica. I 41 membri del Consiglio venivano eletti dalla Camera dei comuni e venivano guidati da Oliver Cromwell, il dittatore militare de facto della nazione. Nel 1653, tuttavia, Cromwell divenne Lord protettore e il Consiglio venne ridotto tra 13 e 21 membri, tutti eletti dalla Camera dei comuni. Nel 1657 la Camera affidò a Cromwell poteri ancora maggiori, alcuni dei quali erano quelli di competenza dei sovrani; il Consiglio divenne noto come "Consiglio privato del Protettore": i membri erano nominati dal Lord protettore ed erano soggetti all'approvazione parlamentare.
Nel 1659, poco prima della restaurazione della monarchia, il Consiglio del protettore fu abolito. Carlo II re-istituì il Consiglio privato ma, come i precedenti sovrani Stuart, decise di affidarsi a un gruppo ridotto di consiglieri. Con Giorgio I a questo comitato furono affidati ancora più poteri: iniziò a riunirsi anche in assenza del sovrano, comunicandogli le proprie decisioni dopo averle autorizzate.
Il Consiglio privato britannico pertanto cessò di essere una istituzione di importanti consiglieri del sovrano: il ruolo passò a un comitato del Consiglio, oggi noto come Gabinetto.

## Caratteristiche
Esso è un organo consultivo del sovrano nell'esercizio delle prerogative reali, e, quando vi partecipa anche il Re, emana ordini esecutivi come gli Ordini del Consiglio (Orders in Council), che principalmente servono per adottare i regolamenti. Il consiglio stesso ha l'autorità di emanare ordini esecutivi, che sono utilizzati principalmente per regolare alcune istituzioni pubbliche.
Il sindacato giurisdizionale si estende pertanto anche a questo tipo di atto che, formalmente emanato nell’esercizio della prerogativa regia, in realtà è un atto dell’Esecutivo e come tale viene sottoposto ai criteri di scrutinio sedimentatisi negli ultimi decenni. Per evitare le conseguenze ultime di questa giurisprudenza, alcuni poteri di prerogativa regia sono stati caratterizzati «nell’ordinamento inglese per l’immunità dalla giurisdizione, ad esempio quelli concernenti la politica estera e quelli emanati personalmente dal Sovrano su advice del Primo Ministro che incidano sui rapporti tra gli organi di vertice dell’ordinamento i quali, però, risultano non giustiziabili in forza della "non legal rule" che ne disciplina l'esercizio e non tanto, quindi, in ragione di un’immunità dal sindacato delle Corti discendente dalla politicità dell'atto».

## Funzioni
Il Consiglio può anche delegare l'autorità di emettere Ordini del Consiglio, utilizzati principalmente per regolare alcune istituzioni pubbliche.
Il Consiglio altresì raccomanda al Sovrano sul tema delle Carte Reali (Royal Charters), che vengono utilizzate per assegnare status speciali ad alcune istituzioni, alle città, ai borough oppure ad autorità locali.
Alcune funzioni giudiziarie sono anche svolte dal King-in-Council, anche se nella pratica l'effettivo lavoro di audizione e decisione sui casi viene svolto quotidianamente dal Comitato giudiziario del Consiglio privato. Il Comitato Giudiziario consiste di giudici esperti, nominati come Consiglieri privati: in particolare si tratta di giudici della Corte suprema del Regno Unito e giudici esperti del Commonwealth delle Nazioni. Il Consiglio privato agì anche come Corte Suprema di Appello per tutta la durata dell'Impero britannico (ad eccezione che del Regno Unito stesso), e continua a tenere audizioni per le Dipendenze della Corona, per i Territori d'oltremare britannici e per alcuni stati indipendenti del Commonwealth.
Dal Re in Consiglio possono essere esercitate anche alcune funzioni giudiziarie, nonostante che, al giorno d'oggi, le audizioni e le decisioni sono esclusivamente prese dal Comitato Giudiziario del Consiglio Privato. Questo comitato è costituito dai giudici anziani nominati Consiglieri Privati: giudici della corte suprema del Regno Unito, giudici della corte d'appello d'Inghilterra e del Galles, giudici della corte d'appello dell'Irlanda del Nord, giudici della Inner House of the Court of Session (la corte suprema civile scozzese) e giudici da vari stati membri del Commonwealth.